# Aarne Leppänen
Aarne Johannes Leppänen (21 de marzo de 1894 – 11 de julio de 1937) fue un actor finlandés.

## Biografía
Su nombre completo era Aarne Johannes Leppänen, y nació en Maaria, actualmente parte de Turku (Finlandia), siendo sus padres Johan Viktor Leppänen y Vilhelmiina Johansson-Marttila. Tomó algunas clases en el liceo real, y luego hizo trabajo de oficina a la vez que actuaba en representaciones teatrales en Turku. Hizo viajes de estudios por Francia (1923), Alemania, Italia y, de nuevo Francia en 1927, además del centro de Europa en 1930. Aprendió actuación bajo enseñanzas de Kaarola Avellan, Adolf Lindfors y Axel Ahlberg.
Fue actor del Teatro Kansan Näyttämö entre 1915 y 1916 y del Teatro nacional de Finlandia desde 1916 a 1937, hasta que una enfermedad le obligó a abandonar los escenarios. Leppänen hizo sobre todo papeles de héroe y amante, destacando su personaje titular en Daniel Hjort (de Josef Julius Wecksell), el de Antti en Pohjalaisia, Ismael en la pieza de Lauri Haarla Synti, y el de Romeo en Romeo y Julieta, entre otras interpretaciones. Participó también en las cintas mudas Erämaan turvissa y Kajastus.  
Aarne Leppänen falleció en Luopioinen, Finlandia, en el año 1937. En 1924 se había casado con la actriz Glory Leppänen.

## Filmografía[1]
- 1924 : Polyteekkarifilmi (documental, como él mismo)
- 1930 : Kajastus
- 1931 : Erämaan turvissa